# Nidder
Die Nidder ist ein linker Nebenfluss der Nidda im Bundesland Hessen, Deutschland. Von der Quelle bis kurz vor der Mündung verläuft sie etwa 10 km südöstlich parallel zur Nidda.

## Name
Der Fluss wurde im 9. Jh. als Nitorn erstmals schriftlich erwähnt. Im 14./15. Jh. war die Schreibweise Nyddorn oder ähnlich gebräuchlich, das sich über Niddern zum heutigen Nidder weiterentwickelte. Der Name setzte sich wohl ursprünglich aus dem Namen des Hauptflusses Nidda und der ungewöhnlichen Endung *-urno- zusammen.

## Geographie

### Verlauf

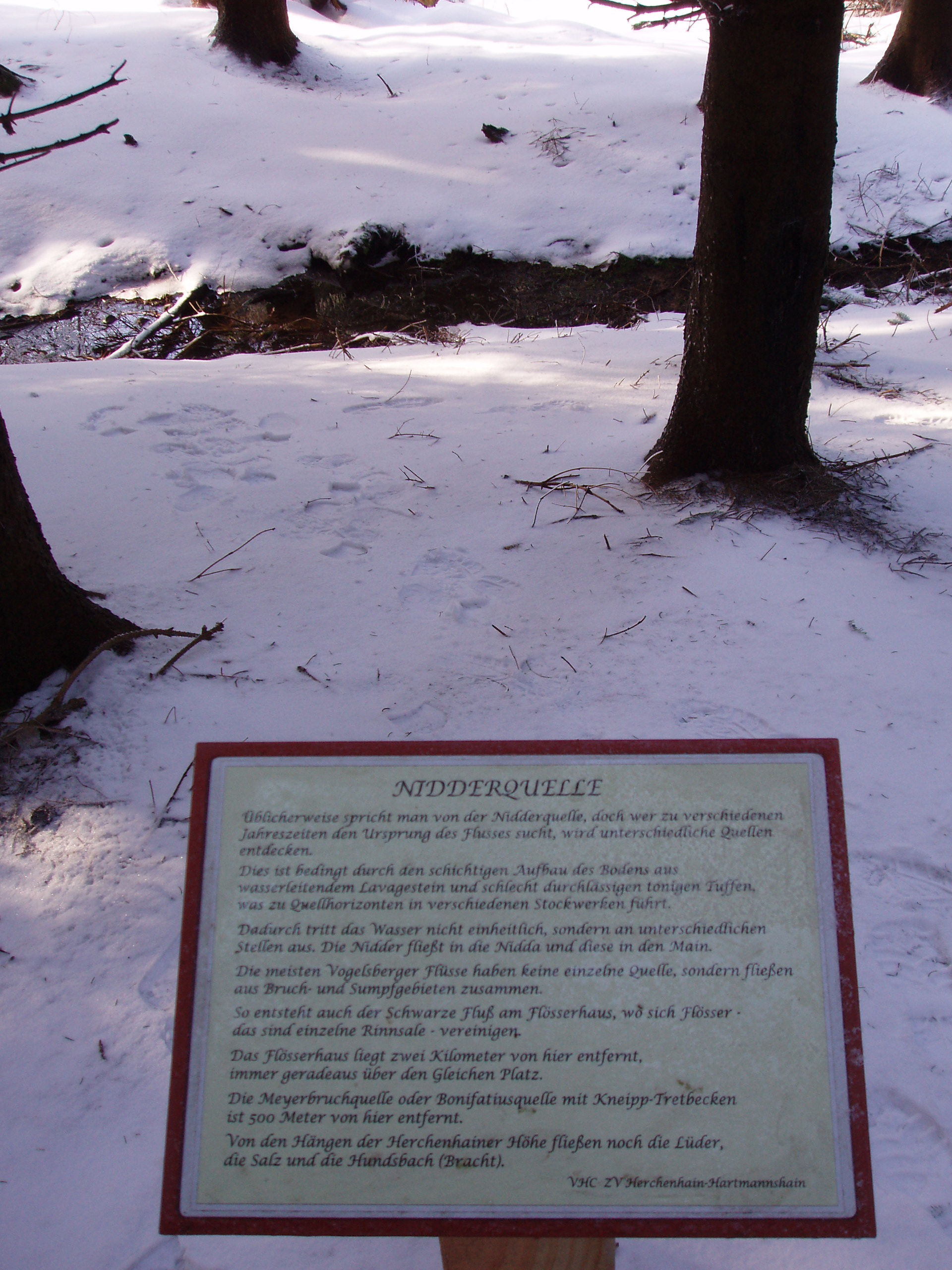
Nidderquelle

Die Nidder entspringt auf einer Höhe von 653 m ü. NHN im Vogelsberg, am Rande der Herchenhainer Höhe (733 m ü. NN) im niederschlagsreichen Oberwald. Das junge Flüsschen fließt über Sichenhausen, Kaulstoß und Burkhards nahe an Gedern vorbei und wird vom Wasser aus dem Gederner See gespeist. In Hirzenhain passiert die Nidder einen Vorstau, der Teil eines Wasserkraftwerks ist. Bei Lißberg fließt die Nidder am Ausgleichsweiher des Nidderkraftwerks vorbei. Das von der Nidder abgeleitete Wasser sowie der Hillersbach fließen ihr hinter dem Weiher wieder zu. Vorbei am Naturschutzgebiet „Nidderauen“ bei Glauburg erreicht die Nidder Lindheim, wo der aus dem Büdinger Raum kommende Seemenbach mündet. Mit der Unterquerung der A 45 erreicht die Nidder die Wetterau. Nach Altenstadt, Höchst und Eichen fließt die Nidder nach Nidderau. Der Name der Stadt wurde nach den Flussauen der Nidder gewählt. Weiter über Schöneck, an Niederdorfelden vorbei, verläuft die Nidder Richtung Bad Vilbel und mündet beim Stadtteil Gronau in die Nidda.

### Zuflüsse
Direkte und indirekte:
- Fließgewässer im Flusssystem Nidder

Direkte:
- Spießbach (links)
- Merkenfritzerbach (links)
- Hillersbach (rechts)
- Bleichenbach (links)
- Seemenbach (links)
- Grenzgraben (Schwarzlochgraben) (links)
- Grenzgraben (rechts)
- Lämmchesgraben (rechts)
- Bachstaden (rechts)
- Schwarzlachgraben (links)
- Neuwiesengraben (rechts)
- Hessenjakobsgraben (links)
- Lohmühlsgraben (rechts)
- Krebsbach (rechts)
- Katzbach (links)
- Landwehrgraben (rechts)
- Erlenbach (rechts)
- Hellerborner Bach (links)
- Feldbach (links)
- Graben im Reith (rechts)

### Flusssystem Nidda
- Fließgewässer im Flusssystem Nidda

## Natur und Umwelt
Im Gegensatz zur künstlich begradigten und in ein „Korsett“ gezwungenen Nidda fließt die Nidder in den meisten Bereichen noch in ihrem ursprünglichen Flussbett. Dies sieht man besonders beim alljährlichen herbstlichen und winterlichen Hochwasser, bei dem die Nidder in vielen Abschnitten über die Ufer steigt und zwischen Altenstadt, Nidderau und Schöneck eine großflächige Seenplatte bildet.
Durch das zunehmende Umweltbewusstsein der Bevölkerung und den Bau von Kläranlagen ist der Fischbesatz der Nidder wieder sehr artenreich. Die Nidder weist im Verlauf größtenteils die Gewässergütestufe II auf.

## Wasserkraft

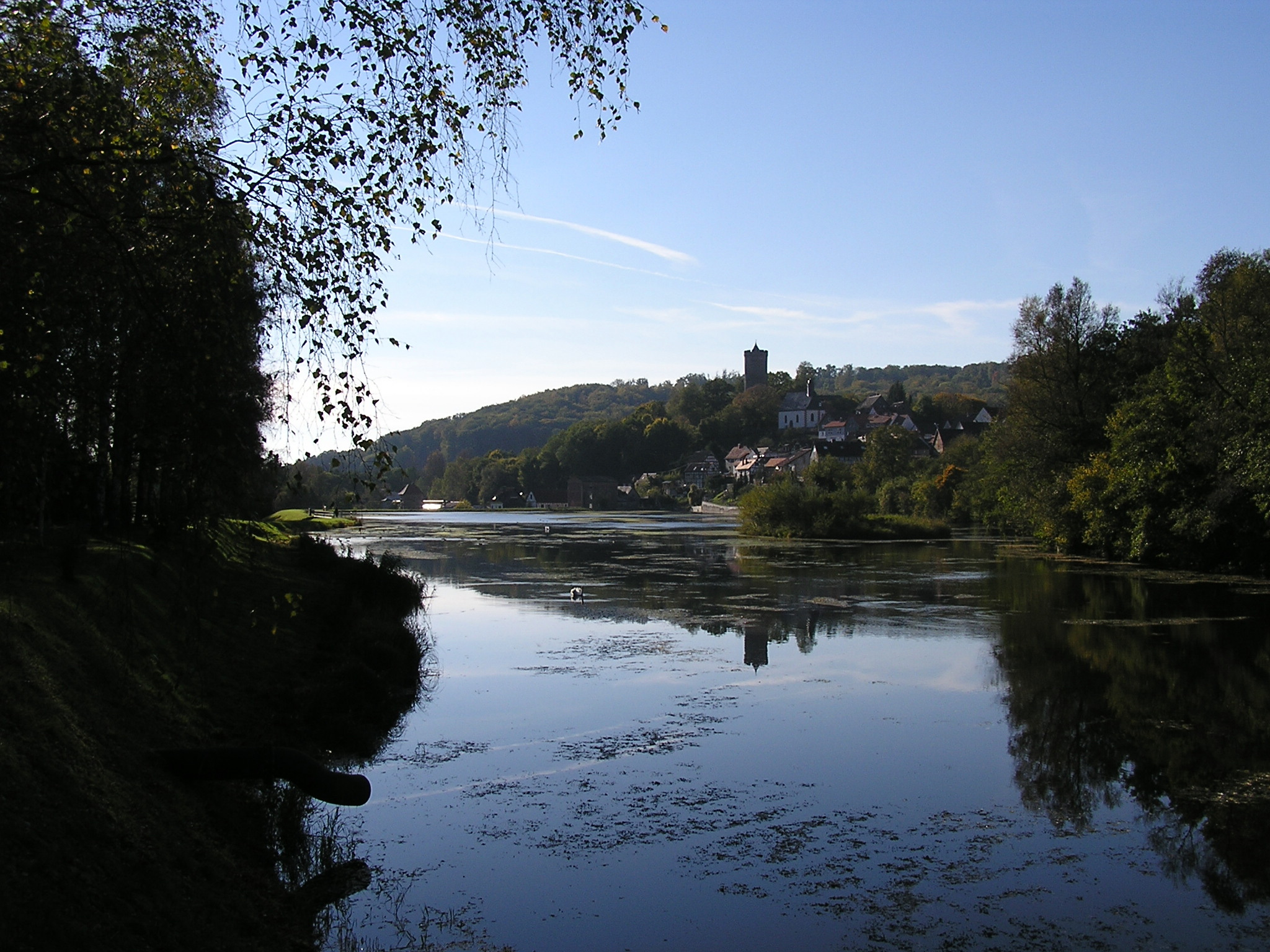
Der Ausgleichsweiher des Kraftwerks Lißberg an der Nidder

Im Mittelalter hatte der Fluss eine wirtschaftliche Bedeutung durch Mühlen an seinem Lauf, z. B. in Eichen, Heldenbergen, Niederdorfelden oder Windecken. In Betrieb, allerdings heute ohne Wasserkraft, ist in Schöneck die Philippi-Mühle, in der Getreide zu Mehl gemahlen wird. In Niederdorfelden wurde die historische Ölmühle aus dem 18. Jahrhundert restauriert und weitgehend in den alten Zustand versetzt. In Lißberg und Eckartsborn liegen insgesamt drei weitere in Betrieb befindliche Mühlen, die allerdings zur Elektrizitätserzeugung mit Turbinen ausgerüstet wurden. Eine davon ist die 1722 erbaute Neumühle in Lißberg.
Zudem liegt bei Ortenberg-Lißberg das Nidderkraftwerk. In Hirzenhain und am Hillersbach wird das Wasser aufgestaut und das natürliche Gefälle wird zur Stromerzeugung genutzt. Der Ausgleichsweiher hinter dem Kraftwerk beherbergt eine Vogelinsel. Am Weiher wird auch ein Mühlgraben abgeleitet. Eine der Mühlen erzeugt auch Strom zum Eigenbedarf.

## Verkehr
Im Tal der Nidder verlaufen auch Verkehrswege. Die Bahnstrecke Bad Vilbel–Lauterbach führt zwischen Bad Vilbel und Gedern durch das Niddertal und wird daher zumindest auf dem Abschnitt westlich von Glauburg-Stockheim auch als Niddertalbahn bezeichnet. Östlich von  Glauburg-Stockheim ist die Strecke stillgelegt. Dort verläuft zum Großteil auf früheren Eisenbahntrasse der Vulkanradweg, welcher von Wanderern, Inline-Skatern und Radfahrern genutzt wird.
Die B 521 sowie die B 275 folgen jeweils auf einem längeren Abschnitt dem Verlauf der Nidder.